# Dürnkrut
Dürnkrut osztrák mezőváros Alsó-Ausztria Gänserndorfi járásában. 2020 januárjában 2237 lakosa volt. 

## Elhelyezkedése

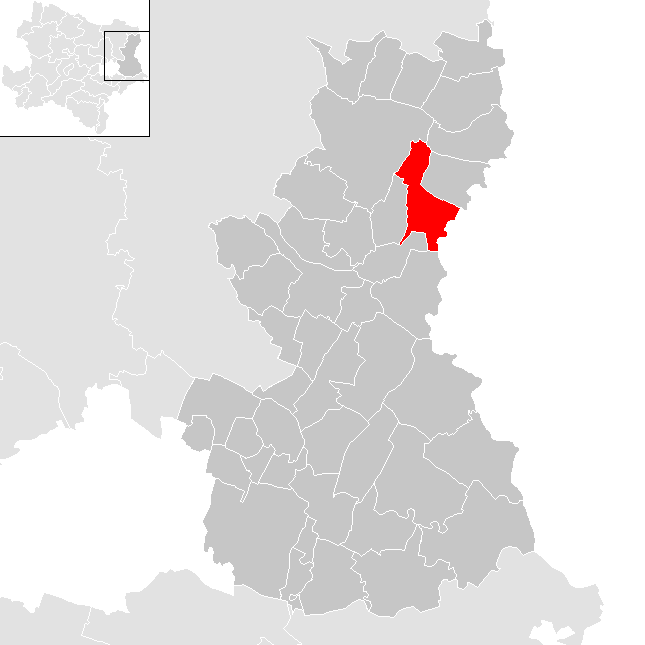
Dürnkrut a Gänserndorfi járásban

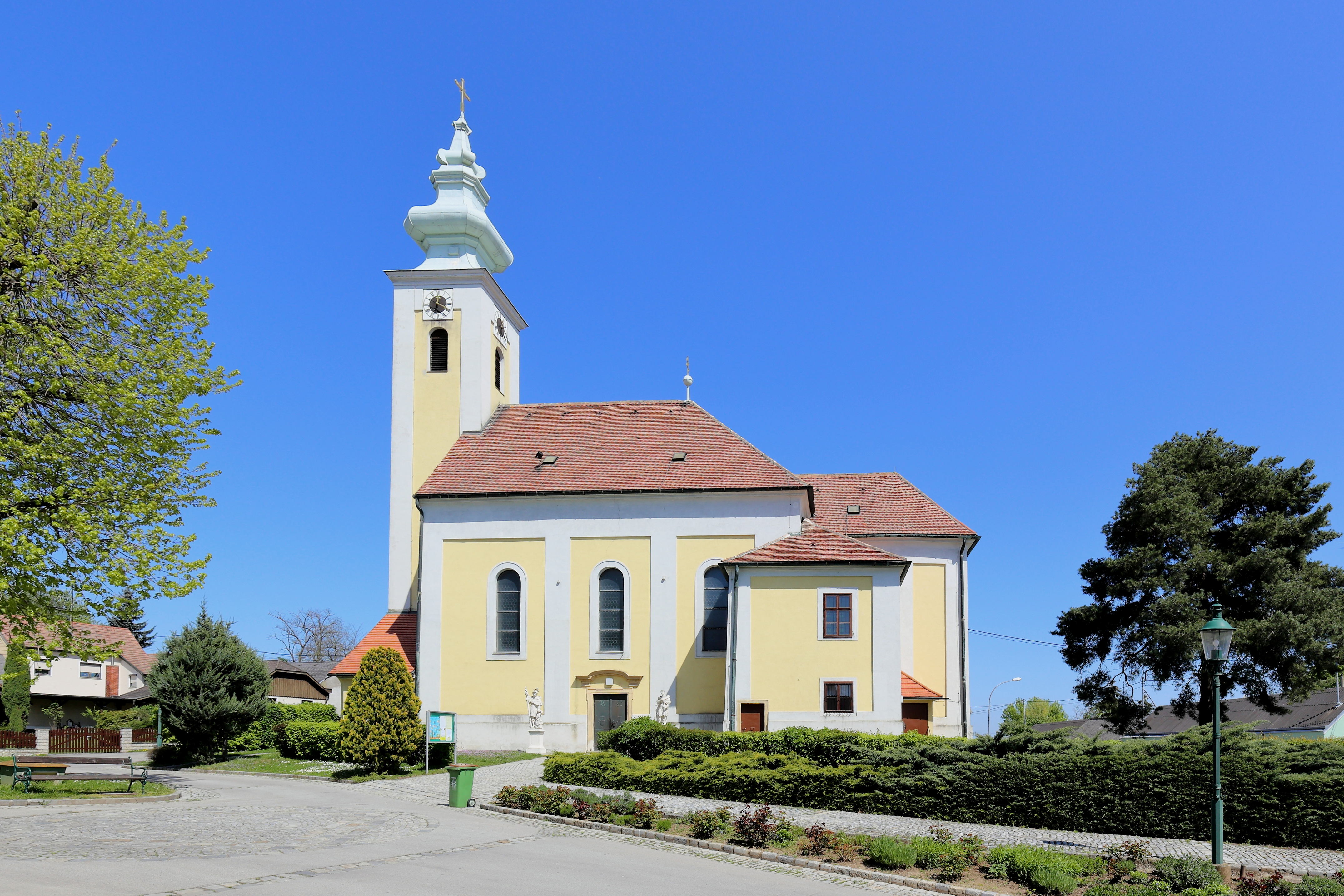
A Szt. Jakab-plébániatemplom

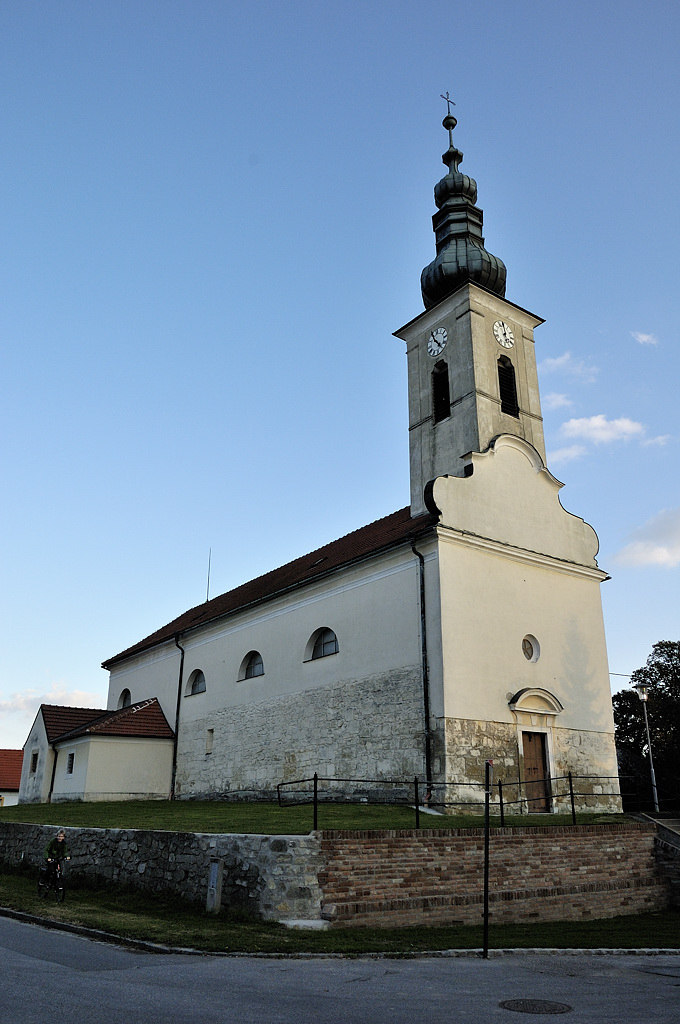
A waidendorfi Szt. Ulrik-plébániatemplom

Dürnkrut a tartomány Weinviertel régiójában fekszik a Morva folyó jobb partján, a szlovák határ mentén. Területének 5,7%-a erdő, 82,2% áll mezőgazdasági művelés alatt. Az önkormányzathoz két település tartozik: Dürnkrut (1733 lakos 2020-ban) és Waidendorf (504 lakos).  
A környező önkormányzatok: délre Angern an der March, délnyugatra Ebenthal, nyugatra Velm-Götzendorf, északnyugatra Zistersdorf, északkeletre Drösing és Jedenspeigen, keletre Gajar (Szlovákia).  

## Története
Dürnkrut területén a Homo erectus által készített, 800 ezer éves kőeszközök kerültek elő. 
Dürnkrut várát és a mellette fekvő kis települést 1045 körül alapították az osztrák-magyar határ ellenőrzésére. Írásban először 1160-ban említik (Waidendorf 1250-ben szerepel először a forrásokban). 
1278. augusztus 26-án itt zajlott a dürnkruti vagy második morvamezei csata, ahol Habsburg Rudolf IV. László magyar király segítségével megszerezte II. Ottokár cseh királytól az osztrák és a stájer hercegségeket. 
1621-ben a császár elkobozta a dürnkruti uradalmat akkori birtokosaitól, a protestáns Landau családtól. 1783-ban II. József egyházrendeletét követően Waidendorf önálló egyházközséggé vált. Az 1842-es és 1855-ös kolerajárványok 60 áldozatot szedtek (köztük 11 gyerek volt). 
1970-ben az addig különálló Waidendorf község egyesült Dürnkruttal. 2006 áprilisában az árvíz áttörte a Thaya és a Morva folyók gátjait, jelentős károkat okozva a mezővárosban. 

## Lakosság
A dürnkruti önkormányzat területén 2020 januárjában 2237 fő élt. A lakosságszám 1981 óta 2200 körül stagnál. 2018-ban az ittlakók 93,3%-a volt osztrák állampolgár; a külföldiek közül 1% a régi (2004 előtti), 3,8% az új EU-tagállamokból érkezett. 1,6% a volt Jugoszlávia (Szlovénia és Horvátország nélkül) vagy Törökország, 0,3% egyéb országok polgára volt. 2001-ben a lakosok 85,5%-a római katolikusnak, 1,2% evangélikusnak, 1,6% mohamedánnak, 10,6% pedig felekezeten kívülinek vallotta magát. Ugyanekkor 3 magyar élt a mezővárosban; a legnagyobb nemzetiségi csoportot a német (95,7%) mellett a törökök alkották 1%-kal. 
A népesség változása:
| Lakosok száma | 2256 | 2267 | 2272 |
|               | 2016 | 2018 | 2022 |

## Látnivalók
- a dürnkruti kastély
- a Szt. Jakab-plébániatemplom
- a waidendorfi Szt. Ulrik-plébániatemplom

## Fordítás
- Ez a szócikk részben vagy egészben  a   Dürnkrut című német Wikipédia-szócikk ezen változatának fordításán alapul.  Az eredeti cikk szerkesztőit annak laptörténete sorolja fel. Ez a jelzés csupán a megfogalmazás eredetét és a szerzői jogokat jelzi, nem szolgál a cikkben szereplő információk forrásmegjelöléseként.